# Tandil partido
Tandil egy partido Argentína középpontjától keletre, Buenos Aires tartományban. Székhelye Tandil.

## Népesség
A partido népessége a közelmúltban a következőképpen változott:
| Év   | Lakosság |
| ---- | -------- |
| 2001 | 107 220  |
| 2010 | 123 871  |